# Site d'Uenohara

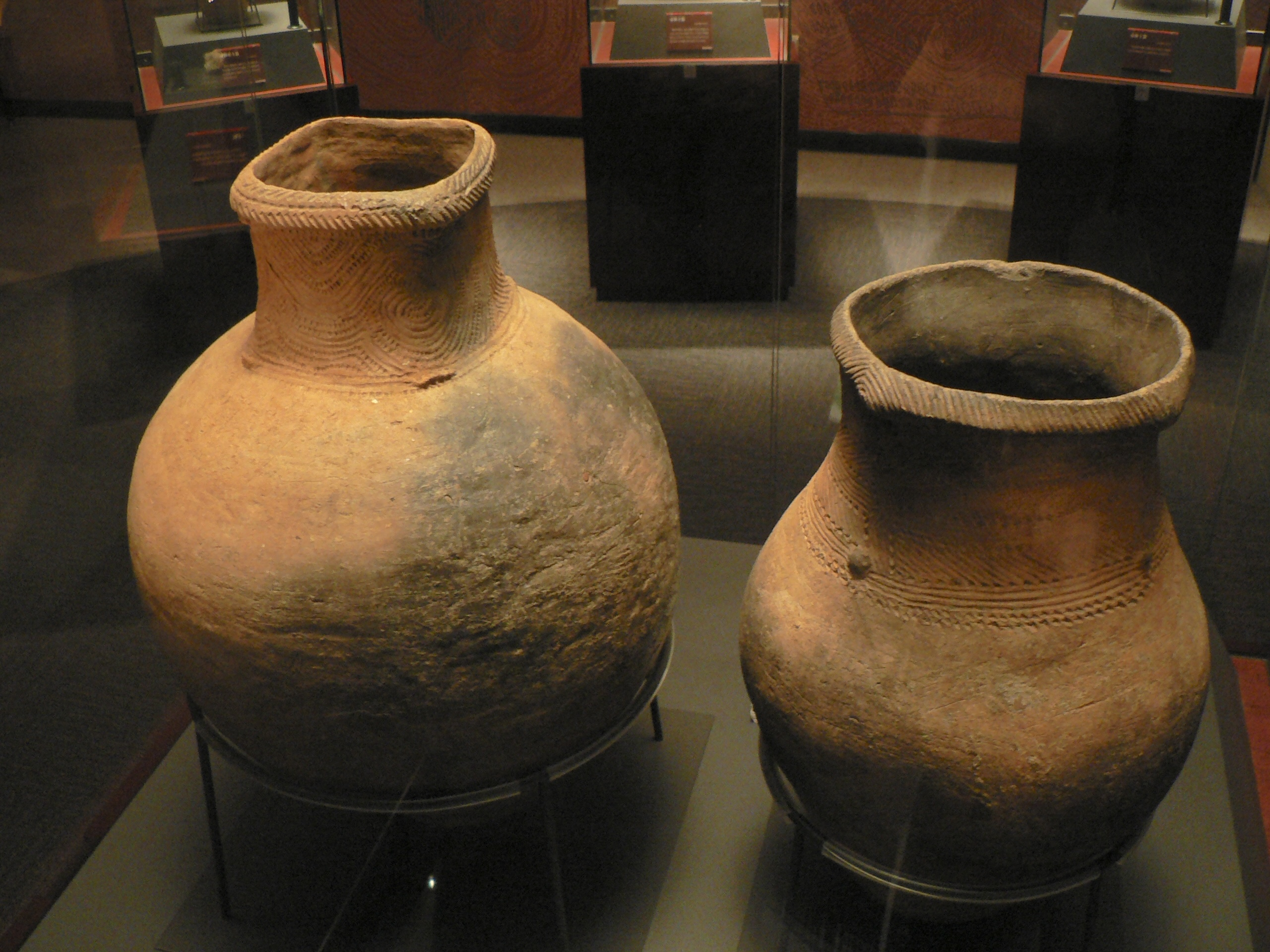
Pots de la période Jōmon trouvés à Uenohara

Uenohara (上野原遺跡, Uenohara iseki) est un site archéologique de la période Jōmon situé à Kirishima, dans la préfecture de Kagoshima, sur l'ile de Kyūshū, dans l'extrême Sud du Japon. Il a livré des vestiges de poterie et des traces d'habitations semi-enterrées dont les plus anciennes sont datées d'environ 8500 av. J.-C.

## Historique
Des vestiges archéologiques ont été découverts en 1986 sur le site d'Uenohara lors de travaux d'aménagement. Le site a été fouillé de 1986 à 1996. De nombreux objets en terre cuite et des outils lithiques exhumés sur le site ont été classés biens culturels importants en 1998 et la zone a été désignée site historique national en 1999 . En 2002 et 2003, une superficie de 36 ha a été aménagée en parc et centre d'exposition, sous le nom d'Uenohara Jōmon no Mori (上野原縄文の森), littéralement « forêt Jōmon d'Uenohara, ».

## Description
Uenohara se trouve sur un plateau bordant la côte, à une altitude d'environ 260 m. La superficie du site est d'environ 15 000 m2 (1,5 hectare). Il s'agit d'un site Jōmon relativement ancien. Une datation au carbone 14 par spectrométrie de masse par accélérateur réalisée en 2020 a daté la couche archéologique la plus ancienne d'environ 8500 av. J.-C.
Les fouilles ont permis de distinguer 17 couches stratigraphiques. La période Jōmon correspond aux couches 4 (récent) à 10 (ancien), lesquelles ont notamment livré des tessons de poterie et des outils lithiques. Les couches 11 à 17 n'ont pas livré de vestiges archéologiques. Les différentes couches sont parfois séparées par une césure de cendres volcaniques produites par les éruptions périodiques du volcan Sakurajima voisin.
Dans la couche 9 ont été mises en évidence les traces de 52 habitations semi-enterrées, et de 46 habitations dans la couche 10. Leur surface au sol varie de 3 à 10 m2. 